# 2001: Odyseja komiczna
2001: Odyseja komiczna (ang. 2001: A Space Travesty) – kanadyjsko-niemiecki film komediowy z 2000 roku, będący parodią licznych filmów fantastyczno-naukowych.

## Treść
Szeryf Richard Dix śpieszy na ratunek prezydentowi Stanów Zjednoczonych, który, jak poinformowano detektywa, został porwany przez obcych i uwięziony w bazie na Księżycu, a jego miejsce zajął na Ziemi sklonowany człowiek, który jest jego wierną kopią. Detektyw dociera na satelitę i po wielu perypetiach uwalnia prezydenta. Nie wie, że sam padł ofiarą spisku... 

## Obsada
- Leslie Nielsen – Marshal „Dick” Dix
- Ophélie Winter – Cassandra Menage
- Peter Egan – dr Griffin Pratt
- Damian Mason – prezydent Bill Clinton / klon prezydenta
- Ezio Greggio – kapitan Valentino DiPasquale
- Pierre Edwards – Bradford Shitzu
- Alexandra Kamp – dr Uschi Künstler
- Michel Perron – Luciano Pavarotti
- Teresa Barnwell – Hillary Clinton
- Jeffrey Weissman – Groucho
- Claude Dupont – ochroniarz prezydenta
- Tommy Schnurmacher – James Levine